# 척 슈머
찰스 엘리스 "척" 슈머(영어: Charles Ellis "Chuck" Schumer, 1950년 11월 23일~)는 미국의 정치인으로 뉴욕주의 연방 상원의원을 역임하고 있다. 슈머는 2005년부터 민주당 상원 지도부에서 활동을 하였으며, 2016년 11월 16일에 당내 비공개회의를 통해 신임 상원 원내대표에 선출되었다. 이후 2021년 1월 21일에 민주당이 상원을 탈환함에 따라 다수당 원내대표가 되었다.

## 역대 선거 결과
| 선거명      | 직책명                     | 대수  | 정당   | 득표율 | 득표수      | 결과 | 당락                 |
| ----------- | -------------------------- | ----- | ------ | ------ | ----------- | ---- | -------------------- |
| 1974년 선거 | 하원의원 (뉴욕 제45선거구) | 181대 | 민주당 | 81.31% | 26,808표    | 1위  | 뉴욕 주의원 당선     |
| 1976년 선거 | 하원의원 (뉴욕 제45선거구) | 182대 | 민주당 | 87.25% | 36,882표    | 1위  | 뉴욕 주의원 당선     |
| 1978년 선거 | 하원의원 (뉴욕 제45선거구) | 183대 | 민주당 | 87.38% | 25,856표    | 1위  | 뉴욕 주의원 당선     |
| 1980년 선거 | 하원의원 (뉴욕 제16선거구) | 97대  | 민주당 | 77.47% | 67,343표    | 1위  | 뉴욕주 하원의원 당선 |
| 1982년 선거 | 하원의원 (뉴욕 제10선거구) | 98대  | 민주당 | 79.20% | 89,852표    | 1위  | 뉴욕주 하원의원 당선 |
| 1984년 선거 | 하원의원 (뉴욕 제10선거구) | 99대  | 민주당 | 72.42% | 115,867표   | 1위  | 뉴욕주 하원의원 당선 |
| 1986년 선거 | 하원의원 (뉴욕 제10선거구) | 100대 | 민주당 | 93.31% | 76,318표    | 1위  | 뉴욕주 하원의원 당선 |
| 1988년 선거 | 하원의원 (뉴욕 제10선거구) | 101대 | 민주당 | 78.44% | 107,056표   | 1위  | 뉴욕주 하원의원 당선 |
| 1990년 선거 | 하원의원 (뉴욕 제10선거구) | 102대 | 민주당 | 80.42% | 61,468표    | 1위  | 뉴욕주 하원의원 당선 |
| 1992년 선거 | 하원의원 (뉴욕 제9선거구)  | 103대 | 민주당 | 88.15% | 111,424표   | 1위  | 뉴욕주 하원의원 당선 |
| 1994년 선거 | 하원의원 (뉴욕 제9선거구)  | 104대 | 민주당 | 72.62% | 95,139표    | 1위  | 뉴욕주 하원의원 당선 |
| 1996년 선거 | 하원의원 (뉴욕 제9선거구)  | 105대 | 민주당 | 74.79% | 107,107표   | 1위  | 뉴욕주 하원의원 당선 |
| 1998년 선거 | 상원의원 (뉴욕 제3부)      | 106대 | 민주당 | 54.62% | 2,551,065표 | 1위  | 뉴욕주 상원의원 당선 |
| 2004년 선거 | 상원의원 (뉴욕 제3부)      | 109대 | 민주당 | 71.16% | 4,769,824표 | 1위  | 뉴욕주 상원의원 당선 |
| 2010년 선거 | 상원의원 (뉴욕 제3부)      | 112대 | 민주당 | 66.31% | 3,047,111표 | 1위  | 뉴욕주 상원의원 당선 |
| 2016년 선거 | 상원의원 (뉴욕 제3부)      | 115대 | 민주당 | 70.60% | 5,221,945표 | 1위  | 뉴욕주 상원의원 당선 |
| 2022년 선거 | 상원의원 (뉴욕 제3부)      | 118대 | 민주당 | 56.74% | 3,320,561표 | 1위  | 뉴욕주 상원의원 당선 |